# Skaryfikacja (ogrodnictwo)
Skaryfikacja – zabieg wykonywany w celu przyspieszenia kiełkowania nasion, polegający na sztucznym uszkadzaniu okryw nasiennych lub owoców np. orzecha w celu ułatwienia wnikania wody i gazów do wnętrza i przyśpieszenia kiełkowania. Okrywę nasienną uszkadza się poprzez nakłuwanie, przecieranie ostrym piaskiem, nacinanie, a także chemicznie poprzez zwęglanie okrywy w stężonych kwasach. Zabieg musi być wykonany wyjątkowo ostrożnie, aby nie uszkodzić zarodka. Skaryfikację wykonuje się w celu przyspieszenia kiełkowania nasion wielu drzew np. grabu, cisa.
Skaryfikacja umożliwia wyjście nasion ze spoczynku bezwzględnego spowodowanego właściwościami strukturalnymi. Gruba łupina nasienna uniemożliwia imbibicję oraz spowalnia oddychanie nasienia poprzez ograniczenie dostępu tlenu do tkanek. W warunkach naturalnych gruba łupina nasienna zapobiega przedwczesnemu kiełkowaniu nasion. Kiełkowanie nasion o takiej łupinie jest możliwe po przynajmniej częściowym rozłożeniu łupiny przez mikroorganizmy glebowe.